# YOJI
YOJI, nome d'arte di Yoji Mabuchi, conosciuto anche come Yoji Biomehanika, Mutant DJ, Ozaka Oz e Bionico (Osaka, ...), è un produttore discografico, disc jockey trance e hard trance giapponese.

## Carriera
YOJI è ormai molto conosciuto come icona del panorama underground della musica elettronica, particolarmente in Europa dopo la sua partecipazione a grandi eventi come il Sensation Black, Mysteryland e Dance Valley ed è dj resident al GIGA in Giappone, e ciò gli ha dato un grande popolarità anche nel suo paese. Nel giugno 2009, si è esibito al Electric Daisy Carnival nel sud California, nel circuitGROUNDS stage, davanti ad una folla di centinaia di persone.

## Stile
YOJI è noto anche per il suo look molto appariscente fatto per intrattenere davanti e dietro la consolle il suo pubblico. Il suo stile musicale corrente può essere descritto come un mix tra hard dance, hard trance e Nu-NRG, da lui definito "tech dance" ed è caratterizzato principalmente da un'alta velocità, un grande ammontare di percussioni e ritmi energici, accentuati ulteriormente dalla uguale ed energetica performance di stile di Yoji. Molti dei suoi ultimi singoli pubblicati dalla sua casa discografica, la Hellhouse, hanno questo stile. Nonostante il suo impegno nella musica elettronica, Yoji è anche un chitarrista, con radici nel punk rock, ed ha improvvisato in alcuni set del collega giapponese Dj Remo-con.

## Discografia

### Singoli
- Airport
- Don't Wake Me From The Dream
- From Flower To Flower
- Techy Techy
- Real Nightmare
- Go Mad
- Peace Out
- Do The Nasty
- Seduction
- Anastasia
- Crash Boom Bang
- Look @ The Heaven
- Ding A Ling
- A Theme From BanginGlobe
- Hardstyle Disco
- Never End
- Rain
- Samurai
- Monochroma

#### Singoli con Romeo
- Six Hours
- Acid Spunk

### Remix
- G-Sigh (YOJI Remix) - Remo-Con
- Sandstorm (YOJI Remix) - Darude
- GAME (YOJI Remix) - Ayumi Hamasaki
- Blackout (Yoji Biomehanika Remix) - Dark By Design
- Concept Of Love (Yoji Biomehanika Remix) - Lab4
- The Philosophy Of Religion (Yoji Biomehanika Remix) - Nish
- Get Up Get Down (Yoji Biomehanika Remix) - Eurotrash
- X Bass (Yoji Biomehanika With Mc Magika Hardstyle Remix)- IK
- Time to Time 2007 (YOJI Remix) - Atomizer
- Dark Angel (Yoji Biomehanika Remix) - Blutonium Boy
- Till Tears Do Us Part (Yoji Biomehanika Remix) - Heavens Cry
- Ligaya (Yoji Biomehanika Remix) - Gouryella
- Iguana (A Different Starting Mix/Hellhouse Remix) - Mauro Picotto

### Album studio
- Technicolor NRG Show
- Tales From The Big Room
- Greatest Work

### Raccolte
- Tech Dance Euphoria
- The Future of Hard Dance 1 & 2
- Music for the Harder Generation Volume 2
- Goodgreef: Album 3 (CD2 only)
- Pharmacy vol. 4 - Reign in Blood